# Tito Numício Prisco
Tito Numício Prisco (em latim: Titus Numicius Priscus) foi um político da gente Numícia nos primeiros anos da República Romana eleito cônsul em 469 a.C. com Aulo Verginio Tricosto Celimontano.

## Biografia
Tito Numício foi o único membro da gente plebeia Númicia a ser eleito cônsul em toda a história da Roma Antiga em 469 a.C., juntamente Aulo Verginio Tricosto Celimontano.
No início de seu mandato, os dois cônsules foram enviados pelo Senado para combaterem os équos e volscos, que haviam incendiado algumas fazendas perto de Roma.
Numício marchou contra Anzio (em latim: Antium), a principal cidade volsca, destruiu as instalações do pequeno porto de Cenone e trouxe de volta, como espólios de guerra, animais, escravos, mercadorias e vinte e dois navios de guerra.
Os sabinos se aproveitaram da campanha para marcharem até as portas de Roma; reunindo suas forças, os dois cônsules invadiram o território sabino como represália pelos raides, infligindo aos sabinos tantos danos quanto estes haviam infligido aos romanos.